# Kahimemua Nguvauva
Kahimemua Nguvauva (c. 1850 - 11 de junio de 1896) fue el jefe del Ovambanderu, un clan herero de Namibia, entonces el África sudoccidental alemana.

## Vida política
Nguvauva nació en Musorakuumba, un asentamiento cerca de Okahandja, y se convirtió en jefe de los Mbanderu en 1880, sucediendo a su padre Munjuku Nguvauva. Durante su jefatura, Nguvauva se vio envuelto en constantes hostilidades con sus compañeros jefes Herero. También fue un franco oponente de los colonos invasores de la Alemania imperial. Los alemanes apoyaron a Samuel Maharero para que se convirtiera en Jefe Supremo, y cuando sus competidores, entre ellos Nguvauva, no aceptaron esto, fueron despojados de su jefatura. La resistencia de Nguvauva finalmente condujo a escaramuzas con la Schutztruppe alemana, la fuerza de protección desplegada en la colonia. Envió a su hijo Hiatuvao Nguvauva con varios seguidores a Ngamiland, parte de la actual Botsuana, iniciando un éxodo de Ovaherero desde el suroeste de África a Botsuana que sólo terminó después del genocidio herero y namaqua de 1904-1907.
En mayo de 1896, en la batalla de Sturmfeld, Nguvauva fue herido y se rindió. Acusado de organizar el levantamiento contra los alemanes fue condenado a muerte y ejecutado en Okahandja. Las fuentes sitúan el día de la ejecución el 11, 12 o 13 de junio. Su lápida pone la fecha de la muerte el 11 de junio de 1896.

## Reconocimiento
Kahimemua Nguvauva es uno de los nueve héroes nacionales de Namibia que fueron identificados en la inauguración del Acre de los Héroes del país cerca de Windhoek. El presidente fundador, Sam Nujoma, señaló en su discurso de investidura del 26 de agosto de 2002 que:

Las firmes creencias y convicciones del Jefe Kahimemua Nguvauva provocaron la ira de los colonialistas alemanes que decidieron eliminarlo físicamente. Esto llevó a intensas batallas con las fuerzas coloniales alemanas. En 1896, el Jefe Nguvauva fue ejecutado por los soldados coloniales alemanes en Okahandja, debido a su feroz resistencia al colonialismo y a la ocupación extranjera. [...] A su espíritu revolucionario y a su memoria visionaria ofrecemos humildemente nuestro honor y respeto.

Nguvauva es honrado en forma de una lápida de granito con su nombre grabado y su retrato pegado en la losa. La tumba de Nguvauva en Okahandja fue declarada Monumento Nacional en 1980.